# Trio (musik)
 For alternative betydninger, se Trio. (Se også artikler, som begynder med Trio)
- En trio er et stykke musik for tre musikinstrumenter. I klassisk musik betegner en klavertrio normalt en trio for klaver, violin og cello, mens en strygertrio ofte er for violin, bratsch og cello, eller to violiner og en cello.[1] En terzet er et musikstykke for tre sangstemmer med eller uden akkompagnement.[2]
- En trio betegner i musikstykker som menuet, scherzo, march og lignende betegner en mellemsats, der som modsætning til hovedtemaet er af blidere karakter, med bredere og mere sangbar melodik, og som følger efter hoveddelen der igen gentages efter trioen. Navnet stammer fra at en sådan trio tidligere ofte var trestemmig, mens hoveddelen var tostemmig.[1]
- En trio er også en musikgruppe med tre musikere som spiller trioer, eller mere generelt en hvilken som helst gruppe på tre personer.